# Messor foreli
Messor foreli är en myrart som beskrevs av Santschi 1923. Messor foreli ingår i släktet Messor och familjen myror. Inga underarter finns listade i Catalogue of Life.